# Thomas Addison
Thomas Addison (Longbenton, 2 de abril de 1793-Brighton, 29 de junio de 1860) fue un científico y médico británico del siglo XIX. Descubrió varias enfermedades, entre las que se encuentran la enfermedad de Addison (una patología degenerativa de las glándulas suprarrenales) y la anemia perniciosa, un padecimiento hematológico causado por la incapacidad de absorber la vitamina B12.

## Primeros años
Thomas Addison nació en Longbenton, cerca de Newcastle upon Tyne, hijo de Sarah y Joseph Addison, un tendero y comerciante de harina en Long Benton. Asistió a la escuela local y más tarde a la Royal Free Grammar School en Newcastle upon Tyne. Aprendió latín de manera tal que tomaba sus notas en dicho idioma y podía hablarlo con fluidez.
El padre de Addison quería que fuese abogado, pero en 1812 ingresó en la Universidad de Edimburgo como estudiante de medicina. En 1815 se graduó como doctor en Medicina, con una tesis titulada Dissertatio medica inauguralis quaedam de syphilide et hydrargyro complectens ("Disertación médica sobre la sífilis y el mercurio").
Addison se mudó de Edimburgo a Londres ese mismo año y comenzó a trabajar como cirujano residente en el Lock Hospital. En esa época, fue alumno de Thomas Bateman en un centro público. Comenzó una práctica particular de medicina mientras era médico en un pabellón abierto en Carey Street.
Bajo la influencia de sus maestros, Addison comenzó a fascinarse con las enfermedades dermatológicas. Esta fascinación, que duró hasta el final de su vida, lo llevó a ser el primero en describir los cambios en la pigmentación de la piel, típica de lo que en la actualidad se conoce como enfermedad de Addison.

## Guy's Hospital
El comienzo de la célebre carrera de Addison como médico y científico suele datarse en 1817, cuando comenzó a trabajar como alumno médico en el Guy's Hospital. La Escuela de Medicina Guy's registró su entrada de la siguiente manera: "13 de diciembre de 1817, de Edimburgo, Dr. T. Addison, pagó 22-1 libras para ser un alumno médico perpetuo". Addison obtuvo su licenciatura en el Royal College of Physicians en 1819 y algunos años después fue elegido miembro del Royal College.
El 14 de enero de 1824, Addison fue ascendido a asistente médico, y en 1827 fue nombrado conferenciante de materia medica. En 1835 Addison fue conferenciante conjunto con Richard Bright sobre medicina práctica, y en 1837 se convirtió en médico del Guy's Hospital. Cuando Bright se retiró de las conferencias en 1840, Addison asumió solo el cargo, que mantuvo hasta el año 1855. En esa época, cuando los estudiantes de medicina pagaban para asistir a cursos separados y conferencias, buscaban por toda la ciudad a los maestros más atractivos, y Addison era un conferenciante brillante, por lo que atraía gran cantidad de gente a sus charlas.
Thomas Addison era un diagnosticador muy bueno, pero tendía a ser taciturno y tímido en la atención directa a los pacientes, en una época en que los médicos solían trabajar con prácticas numerosas. Fue uno de los médicos más respetados del Guy's Hospital, donde influyó a sus alumnos y compañeros, dedicándose casi por completo a sus estudiantes y pacientes. Fue descrito como el tipo de médico que siempre trata de descubrir el cambio en una pieza de maquinaria, en lugar de aquellos, como su contemporáneo Benjamin Guy Babington, que consideraban a sus pacientes como seres humanos sufrientes y sensibles.

## Fallecimiento
Thomas Addison sufrió de muchos episodios de depresión clínica grave. Al parecer, la depresión contribuyó a su retiro en 1860; ese año, les escribió a sus estudiantes de medicina: "Una anomalía considerable en mi salud me ha asustado ante el agobio, las responsabilidades y la emoción de mi profesión; si esto será temporal o permanente todavía no puede asegurarse, pero, cualquiera que sea el problema, pueden estar seguros de que nada ha estado nunca mejor calculado para calmarme que el amable interés manifestado por los alumnos del Guy's Hospital durante los muchos años que le dediqué a dicha institución".

Tres meses después, el 29 de junio de 1860, Addison se suicidó. El día posterior a su muerte, el periódico Brighton Herald publicó:

"El Dr. Addison, antiguo médico del Guy's Hospital, se suicidó saltando al vacío en el 15 de Wellington Villas, donde residía desde hacía algún tiempo, bajo el cuidado de dos asistentes, habiendo intentado anteriormente autodestruirse. Tenía 72 años de edad y padecía de una forma de locura llamada melancolía, que provocaba que su cerebro trabajase de más. Estaba caminando en el jardín con sus asistentes, cuando fue llamado a cenar. Caminó hasta la puerta principal, pero luego se lanzó repentinamente sobre una pared, a una distancia de casi tres metros, y cayó de cabeza, fracturándose la parte frontal del cráneo. La muerte ocurrió a la una de la mañana del día de ayer."

Fue sepultado en el cementerio del priorato de Lanercost. El hospital mandó hacer un busto con su imagen, nombró una nueva ala del hospital en honor a él y perpetuó su memoria con una placa de mármol en la capilla.

## Enfermedades que descubrió
Addison es conocido en la actualidad por haber descubierto y descrito varias enfermedades. Su nombre fue incluido en los anales de la medicina como parte del nombre de varias patologías médicas, incluyendo:
- enfermedad de Addison, que causa la destrucción progresiva de las glándulas suprarrenales, causando una deficiencia en la secreción de hormonas adrenocorticales. Addison describió esta condición en una publicación de 1855, On the Constitutional and Local Effects of Disease of the Suprarenal Capsules.
- crisis de Addison, una crisis que pone en peligro la vida, causada por la enfermedad de Addison.
- addisonismo, un conjunto de síntomas parecidos a la enfermedad de Addison pero que no se deben a ésta; es decir, no son causados por una falla en las glándulas suprarrenales.
- anemia addisioniana, en la actualidad sinónimo de anemia perniciosa, que se relaciona con la deficiencia de vitamina B12. Fue descrita por primera vez en 1849.
- síndrome de Addison-Schilder, una enfermedad metabólica que combina las características de la enfermedad de Addison y la esclerosis múltiple.

Addison fue uno de los primeros en describir con precisión la apendicitis y escribió un estudio importante acerca de las acciones del veneno. También realizó contribuciones que desembocaron en el reconocimiento y comprensión de varias otras enfermedades, incluyendo:
- la enfermedad I de Alibert, una patología cutánea caracterizada por manchas rosáceas, rodeadas de un halo púrpura;
- síndrome de Allgrove, un defecto congénito en la lagrimación;
- enfermedad de Rayer, una enfermedad caracterizada por falta de pigmentación, ictericia y ensanchamiento del hígado y el bazo.

## Lectura complementaria
- Benjamin, John (1970). «Addison, Thomas». Dictionary of Scientific Biography 1. New York: Charles Scribner's Sons. p. 59–60. ISBN 0684101149.